# Gaya Jaya
Gaya Jaya is een bestuurslaag in het regentschap Aceh Tenggara van de provincie Atjeh, Indonesië. Gaya Jaya telt 427 inwoners (volkstelling 2010).